# Sporisorium apludae
Sporisorium apludae är en svampart som först beskrevs av Syd. & P. Syd., och fick sitt nu gällande namn av L. Guo 1990. Sporisorium apludae ingår i släktet Sporisorium och familjen Ustilaginaceae.   Inga underarter finns listade i Catalogue of Life.